# 背徳の扉
『背徳の扉』（はいとくのとびら）は日本のロックバンド、マリア観音の2枚目のアルバム。平山裕士が運営する自身のレーベル「エレクトレコード」より1993年にリリースされた。

## 解説
- プロデュースは木幡東介。
- ジャケットはデザイン：菫　舎、写真：ふくながりょうこが手掛けた。

## 収録曲
1. 吐息 (3:10)
2. 曇り硝子の中で (4:57)
木幡東介ソロ『懺悔の風呂場』で再録音されている。
3. 青春の記憶 (4:15)
4. 女郎蜘蛛 (3:58)
コンピレーション・アルバム『マリア観音』収録曲の再録音版。
5. 光を避けて (4:09)
6. 病床 (6:05)
ピアノ弾語りにアレンジされ『犬死に』で再録音されている。

（作詞・作曲：木幡東介）

## 参加メンバー
- 木幡東介：ヴォーカル/ギター/パーカッション (#5)/フルート (#4)
- 松居徹：ギター
- 後藤昭久(しゃあみん)：ベース/ピアノ (#2,#5)/コーラス (#3)
- 平野勇：ドラム

ゲスト
- 隈元雅代：コーラス (#1,#2,#5)
- 池本早苗：コーラス (#1,#2,#5)
- 渋谷めぐみ：コーラス (#1,#2,#5)